# Mangla
Mangla – miasto w Pakistanie, w prowincji Pendżab, nad rzeką Dżhelam. W 2006 r. miasto to zamieszkiwało 16 633 osób. Znajduje się tu port lotniczy Mangla.